# OH! MY SATURDAY!
『OH! MY SATURDAY!』（オー！・マイ・サタデー！）は、2017年9月2日から2019年12月28日までRadio NEOで放送されていたラジオ番組。大前りょうすけ（当時は大前亮将）が出演する「OH! MY」シリーズの第二弾。
兄弟番組である「OH! MY MORNING!」とはコンセプト等に大きな違いがあるため、別々に扱う。

## 概要
Radio NEOの方向性変更の第一弾として、2017年4月から放送されていた公開生放送番組「Saturday Hill's NEO! ～土曜の昼はレディオ・ネオ～」をわずか5ヶ月で打ち切り、その後枠として2017年9月から放送開始。平日の朝に放送されていた「OH! MY MORNING!」の兄弟番組として放送していた。
兄弟番組ではあるものの、『OH! MY MORNING!の土曜日版』という位置づけではなく、『名古屋の地域情報バラエティー』として放送されており、名古屋をテーマにした替え歌コーナー・中継レポートなどが含まれていた。
パーソナリティは「OH! MY MORNING!」のパーソナリティである大前亮将、「Saturday Hill's NEO!!」でアシスタントを務めていた池岡星香が担当。中継レポーターとしてデラスキッパーズも出演するが、場合よってはスタジオ出演や登場しない事があった。
2018年12月以降は逆に大前が中継レポーターとして出演する場合もあり、その場合はデラスキッパーズがスタジオ出演となっていた。
「Saturday Hill's NEO!!」で行われていた公開生放送は当番組でも引き継がれており、年に数回ほど各地でゲストを含めた公開生放送を実施していた。

## 放送時間
- 毎週土曜 12:00 - 14:00

InterFM897で特別番組が構成されても、当番組は中止にならずに14時から飛び乗りネットしていた。

## パーソナリティ
- 大前亮将（プリンセス金魚） - 2018年11月以降は不定期で中継レポーターとしても出演。2019年以降は別仕事を優先し、休演する場合が数回あった。
- 池岡星香
- デラスキッパーズ（中継レポーター）- 放送回によってはスタジオ出演となる他、稀に登場しない場合もある。大前の休演時はメインとして出演。

## コーナー

### 過去
- OH! MY HYPER くじ！
- OH MY LOCAL TOPICS
- NEXT DJ AUDITION
- 幸せリクエスト
- エピチャン
- ほめテレホン
- モストピ

## OH! MY WEEKEND SP!!
2019年9月に「OH! MY」シリーズの第三弾として新たに「OH! MY WEEKEND SP!!」が展開された。名前からも分かる通り、特別企画番組として放送する際に使用し、後述する「常滑お笑いEXPO OH! MY WEEKEND SP!!」ではRadio NEOとしては最初で最後の数日構成の長時間の特番として放送された。この企画を放送する際は珍しくInterFM897の番組ネットをほぼ休止して放送されるのが特徴であった。

### 常滑お笑いEXPO OH! MY WEEKEND SP!!
2020年9月28日・29日の2日間にわたって「OH! MY WEEKEND SP!!」の第一弾として放送された。放送同日に開催されていたイベント「第3回 常滑お笑いEXPO in 知多半島」との連動企画で、会場の一つである「イオンモール常滑」内のNTP-arkからの公開生放送として、主に同イベントに出演するお笑い芸人をゲストに迎えての放送となった。